# مسجد غرقه‌بازار
مسجد غرقه‌بازار (ترکی آذربایجانی: Qarğabazar məscidi) یکی از مساجد تاریخی جمهوری آذربایجان است. این مسجد در روستای غرقه‌بازار شهرستان فضولی، جمهوری آذربایجان واقع شده‌است. این مسجد به نام مسجد غیاث‌الدین هم معروف است.

## تاریخ
در ورودی ورودی این مسجد کتیبه‌ای بدن شرح وجود دارد: «این مسجد را حاجی غیاث الدین مخلوق صادق خداوند بزرگ، در سال ۱۰۹۵ هجری» (۱۶۸۳–۱۶۸۴ میلادی). مسجد حاجی غیاث الدین ایوان ندارد و فقط یک شبستان است که از مصالح ساختمانی محلی مانند سنگ ساخته شده‌است. سقف مسجد طاقی است. از چوب به جز در ورودی استفاده نشده‌است. این مسجد در یک تپه سنگی واقع در مرکز روستا ساخته شده‌است. کاروانسرایی که در همان سال ساخته شده‌است، در قسمت جنوبی روستا قرار دارد.